# Porumbel verde cu picioare galbene
Porumbelul verde cu picioare galbene (Treron phoenicopterus) este o specie de pasăre din familia porumbeilor și turturelelor, Columbidae. Este o specie comună de porumbel verde care se găsește în subcontinentul indian și în unele părți ale Asiei de Sud-Est. Este pasărea de stat din Maharashtra.

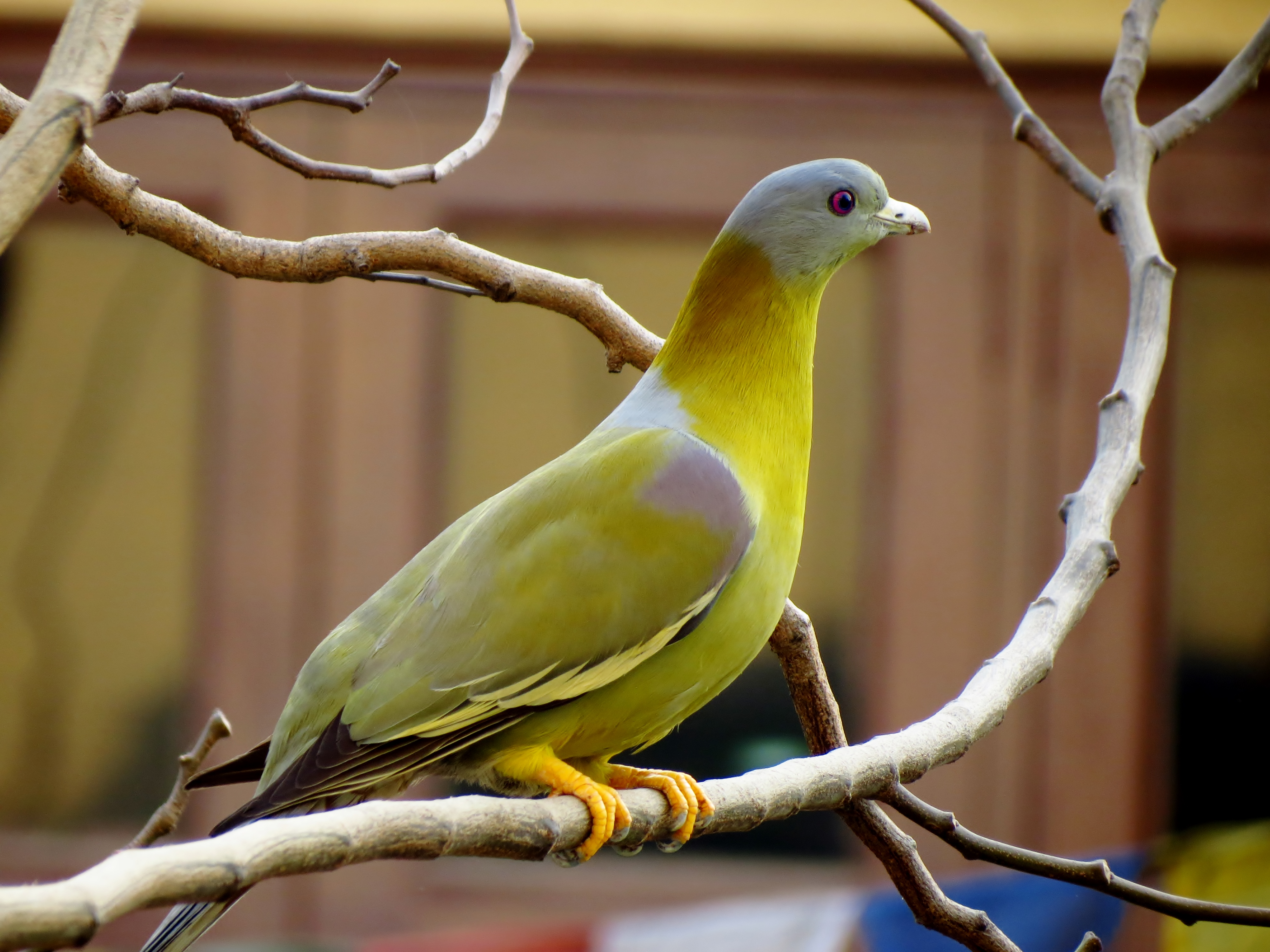
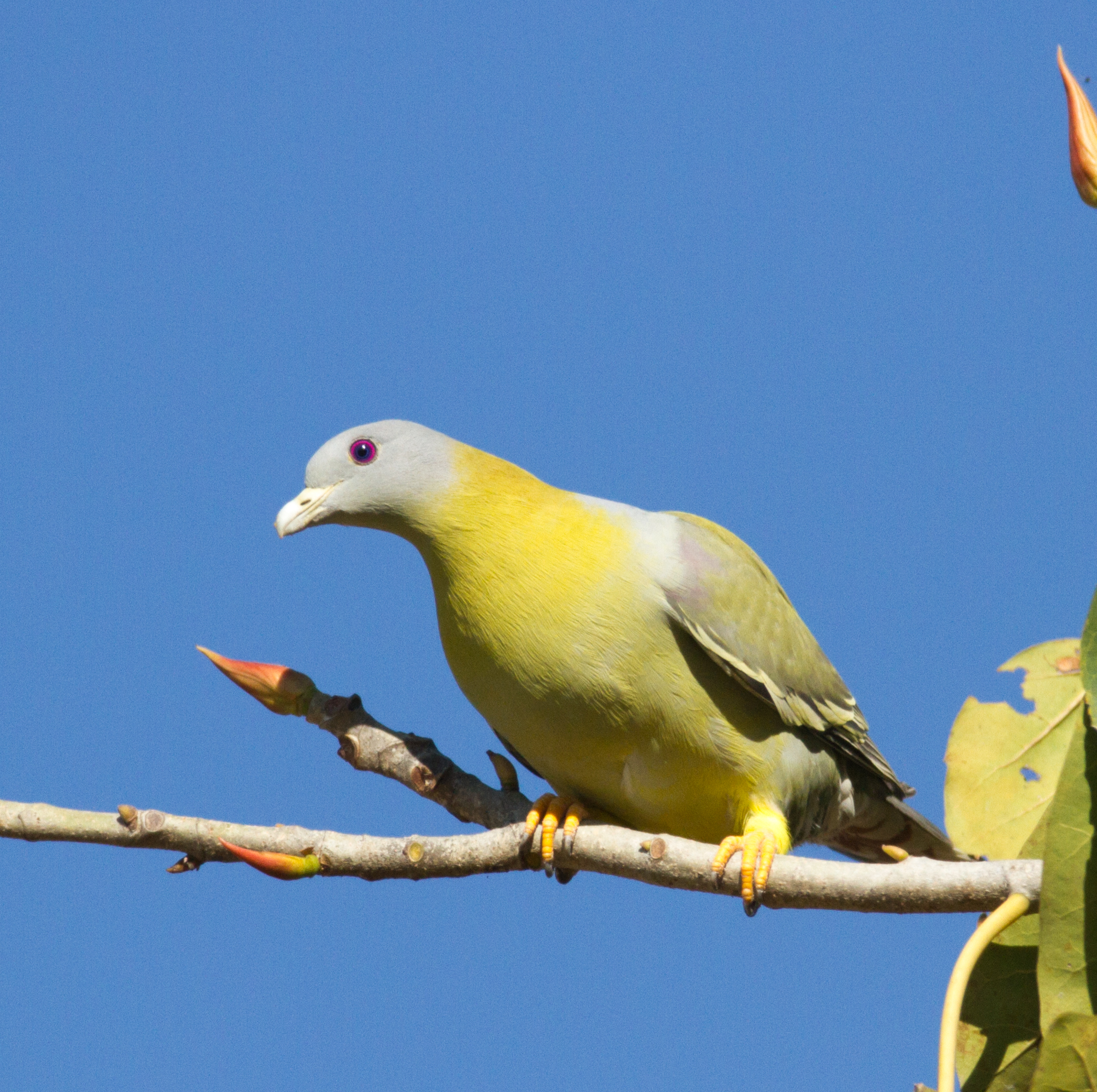
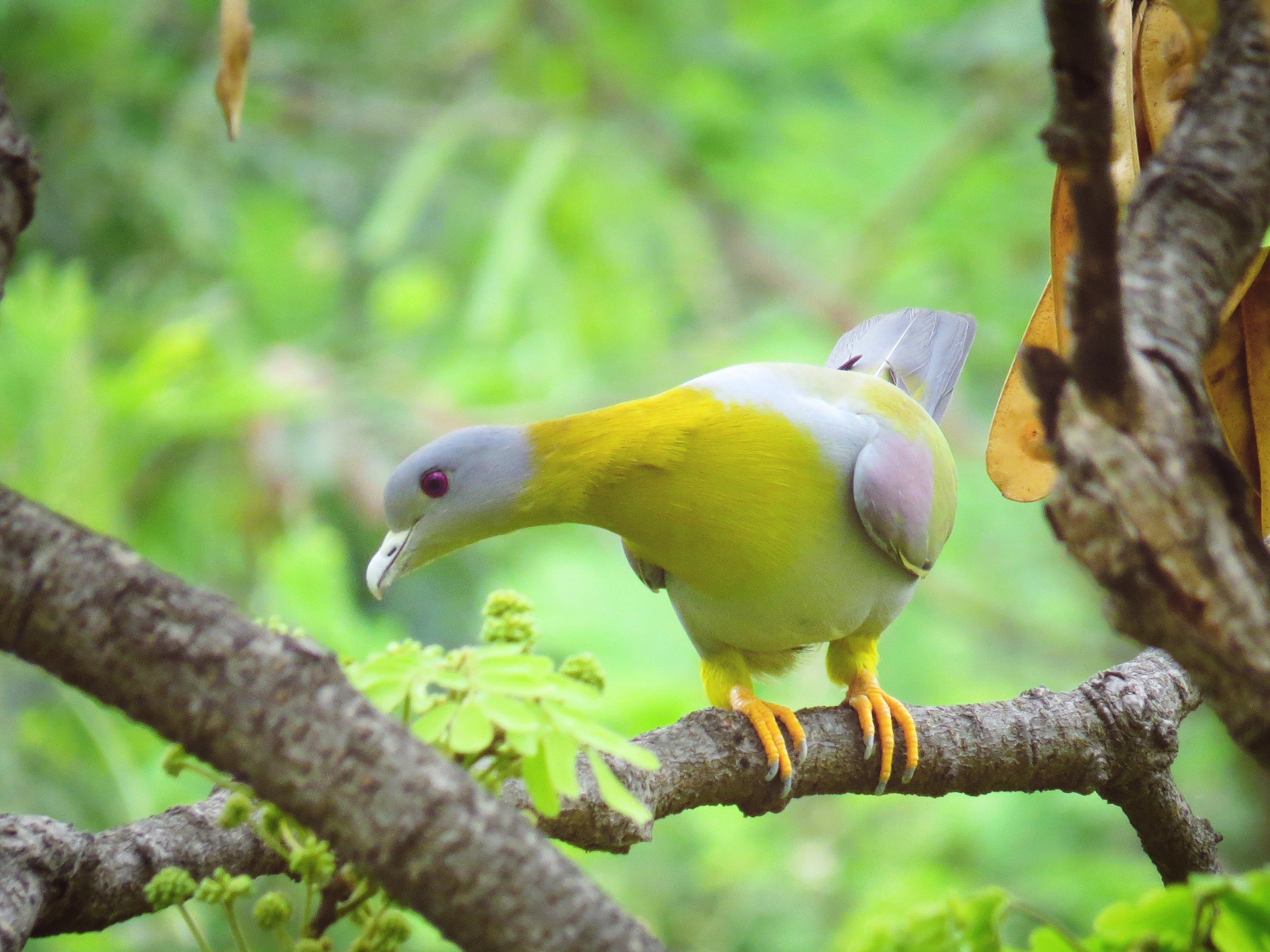